# Hywel ab Edwin
Hywel ap Edwin (tué en 1044) fut le roi de Deheubarth de 1033 à 1044.

## Origine
Hywel ab Edwin était le fils de Edwin ab Einion ap Owain ap Hywel Dda.

## Règne
En 1033 après la mort de Rhydderch ap Iestyn roi de Deheubarth depuis 1023, Hywel et son frère Maredudd lui succède comme représentant de la lignée légitime d'Hywel Dda.
Les fils de Rhydderch ap Iestyn menés par Caradog contestent le pouvoir de Hywel et de Maredudd. Un combat oppose à Hiraethwy les deux maisons rivales et les fils d'Edwin remportent la victoire En 1035 Maredudd ap Edwin est tué par les fils de Cynan, mais avant la fin de l'année, La mort de Caradog ap Rhydderch tué par les Saxons rétablit l'équilibre entre les deux partis.
Après quelques années de paix Meurig le fils d'Hywel est capturé par les Vikings d'Irlande en 1039. la même année Gruffydd ap Llywelyn devenu roi de Gwynedd dévaste Llanbadarn et chasse Hywel de ses domaines. Ce dernier fait un effort pour reprendre le contrôle de son royaume mais il est vaincu par Gruffydd à Pencadair et son épouse capturée par le vainqueur devient sa concubine.
En 1042 Hywel avec l'aide des Vikings d'Irlande qui débarquent dans le Dyfed remporte une victoire sur Gruffydd qui est fait prisonnier par les Scandinaves mais qui réussit à s'échapper et à reprendre le contrôle du royaume d'Hywel.
En 1044 Hywel recrute une nouvelle flotte de vikings et débarque dans l'embouchure de la Towy. La bataille finale se déroule dans cette région peut-être à Carmarthen et Gruffydd écrase les forces de Hywel ap Edwin qui est tué.

## Sources
- (en) Mike Ashley British Kings & Queens  Robinson (Londres 1998)  (ISBN 1-84119-096-9). Hywel ap Edwin p. 336, table p. 331.
- (en) John Edward Lloyd A history of Wales from the earliest times to the Edwardian conquest (Longmans, Green & Co.)